# 拉福克斯 (伊利諾伊州)
拉福克斯（英語：La Fox）是位於美國伊利諾伊州凱恩縣的一個非建制地區。該地的面積和人口皆未知。

## 地理
拉福克斯的座標為41°53′11″N 88°24′32″W / 41.88639°N 88.40889°W，而該地的平均海拔高度為245米（即804英尺）。